# Nisko (województwo warmińsko-mazurskie)
Nisko (niem. Niederhof) – osada w Polsce położona w województwie warmińsko-mazurskim, w powiecie bartoszyckim, w gminie Bisztynek. Miejscowość wchodzi w skład sołectwa Troksy.
W latach 1975–1998 miejscowość administracyjnie należała do województwa olsztyńskiego.